# Vérd
Vérd, románul: Vărd, falu Romániában, Erdélyben, Szeben megyében.

## Fekvése
Szentágotától délnyugatra fekvő település.

## Története
Vérd, Vérd Sink nevét 1317–1320 között már említették az oklevelek ecclesia de Wert néven.
Nevének későbbi változatai: 1488-ban Werdt, 1494-ben Werd, 1532-ben Vert (Scheiner 157), 1601-ben Verd, 1733-ban Werd, 1760–1762 között Vérd, 1808-ban Vérd, Werd ~ Wierd, 1861-ben Vérd, Werd Sink, 1888-ban Vérd (Werdt, Verdu), 1913-ban Vérd.
A trianoni békeszerződés előtt Nagy-Küküllő vármegye Szentágotai járásához tartozott.
1910-ben 646 lakosából 4 magyar, 188 német, 445 román volt. Ebből 187 evangélikus, 451 görögkeleti ortodox volt.

## Nevezetességek
- Evangélikus erődtemplomát a 13. században kezdték építeni, harangtornya 1438-ban épült. A templom később több változtatáson is keresztülment. A templomot körülvevő négyzet alakú, két toronnyal ellátott erődített fal 1877-ben részben összeomlott, ezt követően 1924-1953, 1954 között lebontották. Mára csak halvány nyomai látszanak.

## Források

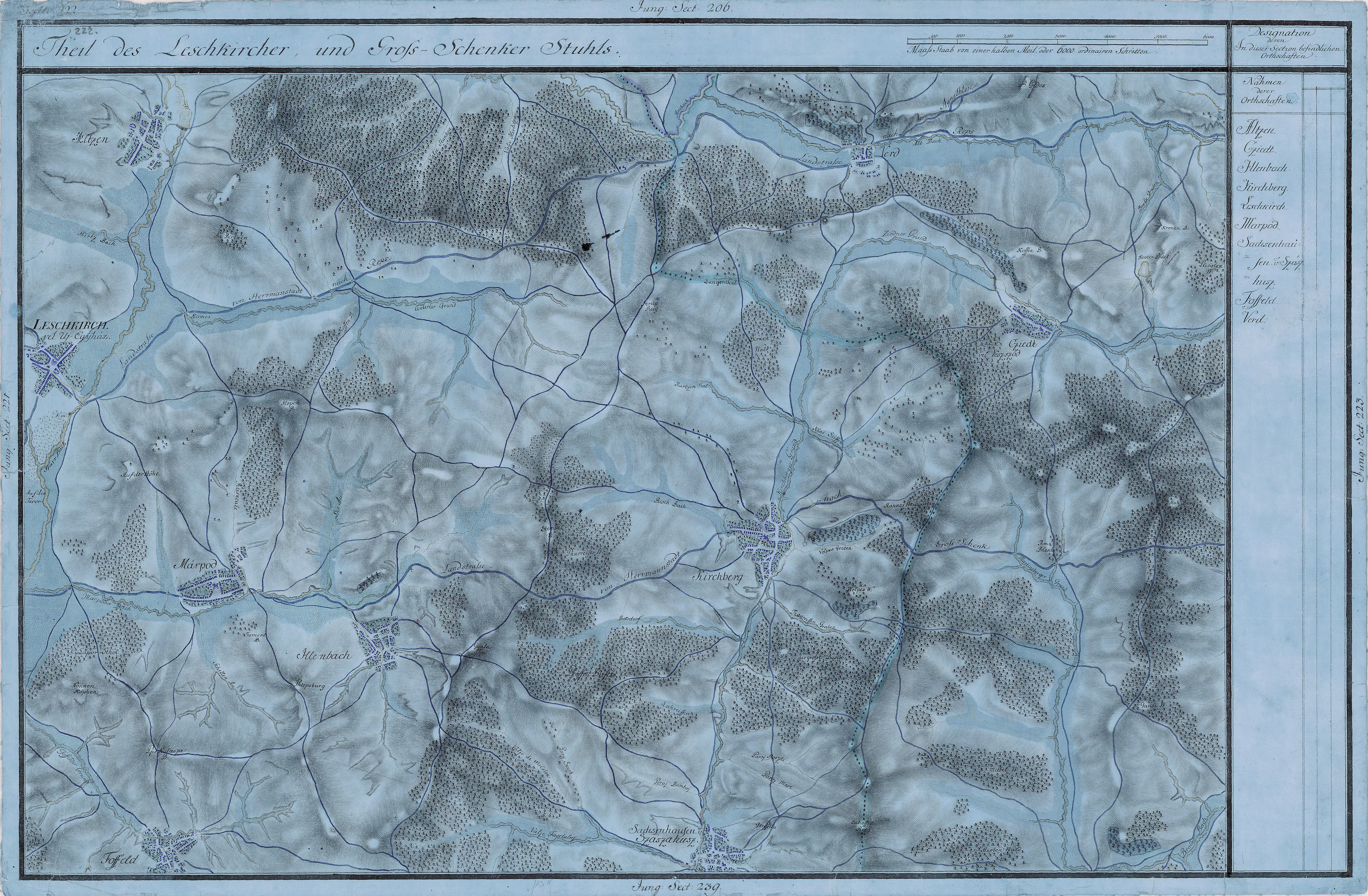
Vérd és környéke egy régi térképen

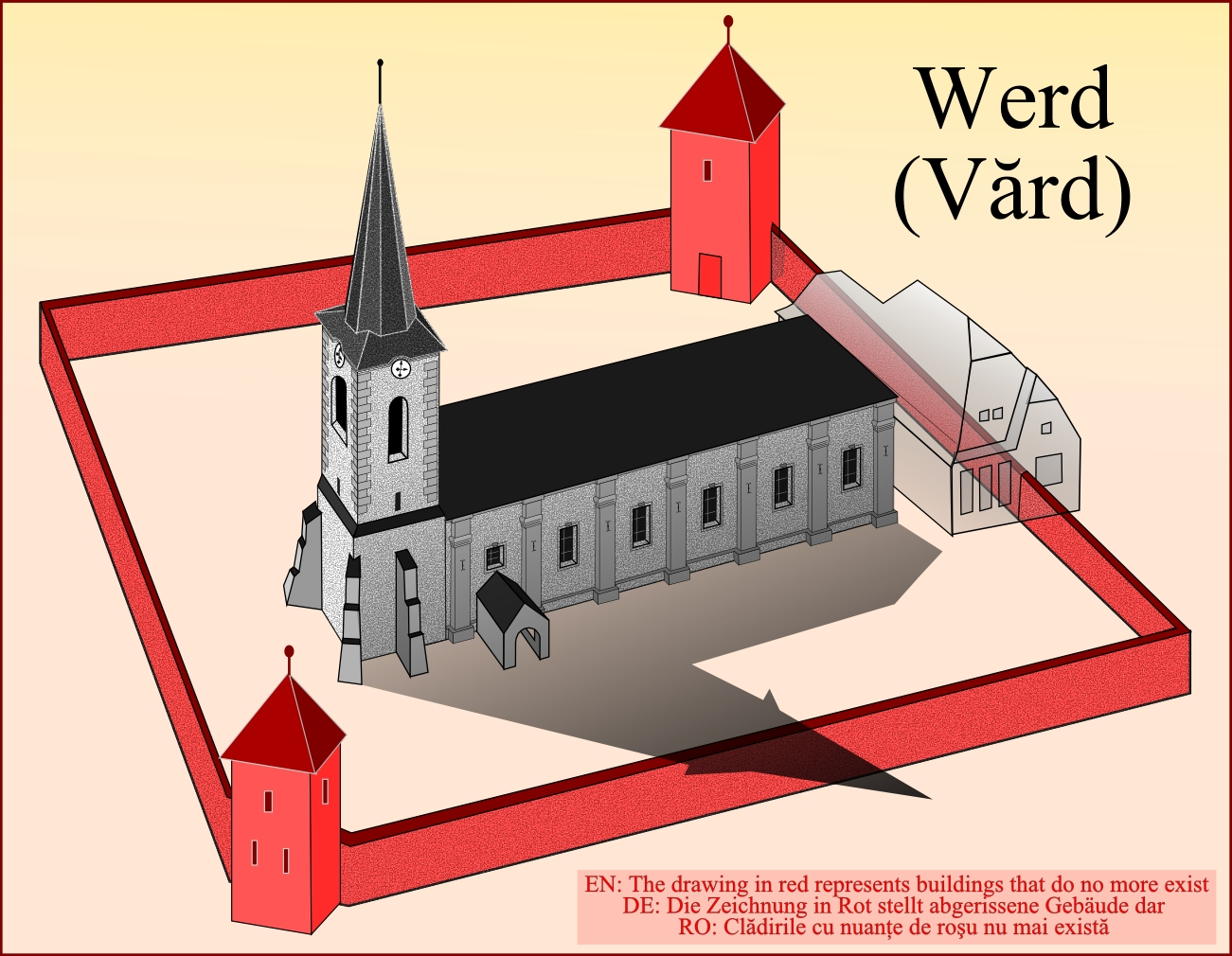
Vérd evangélikus temploma és az egykor azt körülvevő, de mára már elpusztult erődített fal és tornyok rajza